# Église grecque-catholique de Rózsák tere
L'église grecque-catholique de Rózsák tere (en hongrois : Rózsák tere görög katolikus templom) est une église grecque-catholique de Budapest située dans le 7e arrondissement. À la suite d'un important mouvement d'exode rural au milieu du XIXe siècle, une importante communauté grecque-catholique se constitue à Budapest. De façon temporaire, leur culte est assuré dans l'église de l'Université. Le 30 juin 1898, le conseil de Budapest prend la décision de soutenir financièrement et matériellement la communauté ; celle-ci demande alors de bénéficier de la petite église située sur Szegényház tér, jusqu'alors utilisée par les catholiques romains. L'édification d'une église plus grande sur la même place, devenue Rózsák tere, permet de concrétiser le projet. Le 17 août 1904, le ministère de l'intérieur approuve la demande. Le 8 janvier 1905, le cardinal archevêque d'Esztergom, Kolos Ferenc Vaszary, primat de Hongrie, forme officiellement la paroisse grecque-catholique de Budapest, dont l'église devient le centre. Le 3 décembre 1905, la première divine liturgie y est célébrée. 
Les Grecs-catholiques de Budapest sont issus de régions où l'établissement de ce culte est l'objet d'histoires très différentes. Cette diversité dans l'origine géographique des membres de la nouvelle paroisse de Budapest est alors à l'origine d'un problème concernant le rattachement à une province ecclésiastique. Certains défendent l'intégration de la paroisse à l'Éparchie de Mukachevo, alors que d'autres défendent le rattachement à l'archidiocèse d'Esztergom. Le primat de Hongrie décide alors l'intégration de la paroisse dans la juridiction d'Esztergom. La paroisse intègre quelque temps après l'Éparchie de Hajdúdorog lors de sa création. 